# Wyprawy profesora Ciekawskiego

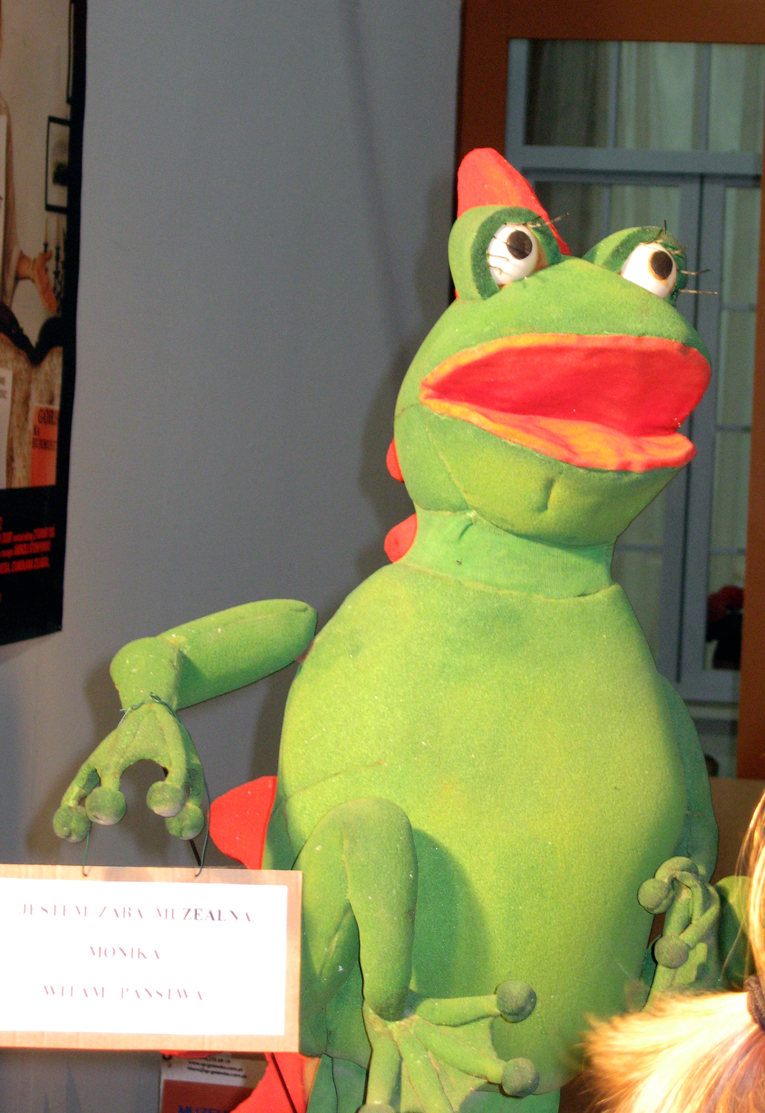
Żaba Monika (kukiełka w muzeum TVP)

Wyprawy profesora Ciekawskiego – program telewizyjny dla dzieci o charakterze poznawczo-rozrywkowym, emitowany w latach 1986–1991 na antenie TVP1. Autorem programu był Andrzej Marek Grabowski, przy współpracy redakcyjnej Małgorzaty Uberny. 
Bohaterami programu byli: 
- Profesor Ciekawski – Andrzej Marek Grabowski,
- Kulfon – Mirosław Wieprzewski,
- Żaba Monika – Zbigniew Poręcki (krótko także Elżbieta Bielińska, Jarosław Domin),
- Docent Doświadczalski – Jacek Kałucki.

Każdy odcinek poświęcony był jednemu tematowi (np. magnes, światło, owady), który był w żartobliwy sposób omawiany.